# Boundary Bay Airport
Boundary Bay Airport är en flygplats i Kanada.   Den ligger i provinsen British Columbia, i den södra delen av landet, 3 500 km väster om huvudstaden Ottawa. Boundary Bay Airport ligger 2 meter över havet.
Terrängen runt Boundary Bay Airport är platt. Havet är nära Boundary Bay Airport åt sydost. Trakten är tätbefolkad. Närmaste större samhälle är Ladner, 5,4 km väster om Boundary Bay Airport. 
Trakten runt Boundary Bay Airport består till största delen av jordbruksmark.